# Mike Tolbert
Pour les articles homonymes, voir Tolbert.
(en) Statistiques sur pro-football-reference
William Michael « Mike » Tolbert, né le 23 novembre 1985 à Carrollton, est un joueur américain de football américain évoluant au poste de fullback.

## Biographie
Il étudie à la Coastal Carolina University et joue alors pour les Chanticleers de Coastal Carolina.
Il n'est pas sélectionné à la Draft 2008 mais signe avec les Chargers de San Diego.
En 2012, il rejoint les Panthers de la Caroline.